# Víktor Ahn
Víktor Ahn (en rus: Виктор Ан), també conegut com a Ahn Hyun-Soo o An Hyeon-Su (en coreà: 안현수) (Seül, 23 de novembre de 1985) és un patinador de velocitat sobre pista curta sud-coreà nacionalitzat rus, vencedor de diverses proves del Campionats del Món i dels Jocs Olímpics d'Hivern de 2006.

## Biografia
Va néixer el 23 de novembre de 1985 a la ciutat de Seül, capital de Corea del Sud.

## Carrera esportiva
Als 16 anys va participar en els Jocs Olímpics d'Hivern de 2002 realitzats a la ciutat de Salt Lake City (Estats Units), on aconseguí finalitzar en quarta posició en la prova dels 1.000 metres i tretzè en els 1.500 metres. En els Jocs Olímpics d'Hivern de 2006 realitzats a Torí (Itàlia) es convertí en el màxim medallista dels Jocs en aconseguir quatre metalls: la medalla d'or en les proves de 1.000 m., 1.500 m. i 5.000 metres relleus, i la medalla de bronze en la prova dels 500 metres. No aconseguí classificar-se per participar en els Jocs Olímpics d'Hivern de 2010 realitzats a Vancouver (Canadà).
Al llarg de la seva carrera ha guanyat 12 medalles en el Campionat del Món de patinatge de velocitat en pista curta, destacant set títols mundials. El 2002 es convertí en campió del món júnior i el 2005 aconseguí guanyar quatre medalles en la Universíada d'hivern realitzada a Innsbruck (Àustria).